# Stemodia veronicoides
Stemodia veronicoides är en grobladsväxtart som beskrevs av Johann Anton Schmidt. Stemodia veronicoides ingår i släktet Stemodia och familjen grobladsväxter. Inga underarter finns listade i Catalogue of Life.